# Santa Rosa (Califòrnia)
Santa Rosa és una població dels Estats Units a l'estat de Califòrnia. Segons el cens del 2010 tenia 161.496 habitants.

## Demografia
Segons el cens del 2000, Santa Rosa tenia 147.595 habitants, 56.036 habitatges, i 35.134 famílies. La densitat de població era de 1.420,1 habitants/km².
Per edats la població es repartia de la següent manera: un 24,3% tenia menys de 18 anys, un 9,5% entre 18 i 24, un 30% entre 25 i 44, un 22,3% de 45 a 60 i un 13,9% 65 anys o més.
L'edat mediana era de 36 anys. Per cada 100 dones de 18 o més anys hi havia 91,8 homes.
La renda mediana per habitatge era de 50.931 $ i la renda mediana per família de 59.659 $. Els homes tenien una renda mediana de 40.420 $ mentre que les dones 30.597 $. La renda per capita de la població era de 24.495 $. Entorn del 5,1% de les famílies i el 8,5% de la població estaven per davall del llindar de pobresa.

## Poblacions més properes
El següent diagrama mostra les poblacions més properes.